# Ворсколець
Ворсколець (рос. Речка Ворсколец) — річка в Росії у Яковлевському районі Бєлгородської області. Права притока річки Ворскли (басейн Дніпра).

## Опис
Довжина річки приблизно 9,32 км, найкоротша відстань між витоком і гирлом — 8,41  км, коефіцієнт звивистості річки — 1,11 . Формується багатьма струмками та загатами.

## Розташування
Бере початок на північно-східній стороні від села Черкаське. Тече переважно на південний схід через села Трирічне, Новокозацький, Драгунське і на південно-західній околиці села Стрілецьке впадає у річку Ворсклу, ліву притоку річки Дніпра.

## Цікавий факт
- На річці існують облаштовані джерела[3].